# Bajtima
Bajtima (arab. بيتيما) – miejscowość w Syrii, w muhafazie Damaszek. W 2004 roku liczyła 3366 mieszkańców.